# Eumops glaucinus
Eumops glaucinus (Wagner, 1843) è un pipistrello della famiglia dei Molossidi diffuso nel Continente americano.

## Descrizione

### Dimensioni
Pipistrello di medie dimensioni, con la lunghezza della testa e del corpo tra 75 e 95 mm, la lunghezza dell'avambraccio tra 55 e 63 mm, la lunghezza della coda tra 40 e 54 mm, la lunghezza del piede tra 10 e 15 mm, la lunghezza delle orecchie tra 22 e 29 mm, un'apertura alare fino a 47 cm e un peso fino a 42 g.

### Aspetto
La pelliccia è di lunghezza media con delle setole lunghe sulla groppa. Le parti dorsali variano dal grigio scuro al bruno-grigiastro con la base dei peli bianca, mentre le parti ventrali sono grigiastre. La testa è larga ed appiattita, le labbra sono lisce. Le orecchie sono larghe, triangolari e unite alla base anteriore. Il trago è largo e squadrato, mentre l'antitrago è grande e semi-circolare. Le ali sono attaccate posteriormente sulle caviglie. La coda è lunga, tozza e si estende per circa la metà oltre l'uropatagio. Il cariotipo è 2n=40 FNa=64 e 2n=38 FNa=64.

## Biologia

### Comportamento
Si rifugia in gruppi composti da un maschio e diverse femmine cavità degli alberi e sotto tetti di edifici. Entra in uno stato di torpore durante l'inattività diurna. L'attività predatoria inizia circa mezz'ora prima del tramonto. Il suo volo è rapido e diretto ed è effettuato a grandi altezze, solitamente non meno di 10 metri dal suolo.

### Alimentazione
Si nutre di insetti, particolarmente di Zygoptera, ortotteri e coleotteri.

### Riproduzione
Femmine gravide sono state catturate in Bolivia a settembre, mentre altre sono state osservate in Messico da marzo alla fine di giugno. Danno alla luce un piccolo alla volta in aprile o maggio e possibilmente un altro nel mese di dicembre.

## Distribuzione e habitat
Questa specie è diffusa dallo stato messicano di Jalisco attraverso tutta l'America centrale e meridionale fino all'Argentina settentrionale. È presente anche sull'isola di Cuba e della Giamaica.
Vive nelle foreste tropicali umide, foreste secche e umide pedemontane, boscaglie spinose e città fino a 900 metri di altitudine.

## Tassonomia
Sono state riconosciute 2 sottospecie:
- E.g.glaucinus: dal Messico centrale, attraverso l'America centrale e meridionale fino al Perù sud-orientale, Bolivia, Argentina settentrionale e Brasile sud-orientale con esclusione del Brasile centro-orientale, Suriname e Guyana francese. È presente anche su Cuba e Giamaica;
- E.g.floridanus (G. M. Allen, 1932): conosciuta soltanto nella Florida meridionale, nelle contee sud-occidentali di Charlotte, Collier e Lee e presso Miami, Fort Lauderdale e Coral Gables lungo il versante sud-orientale.

## Conservazione
La IUCN Red List considera le due sottospecie forme distinte e classifica la prima come specie a rischio minimo (Least Concern)), avendo un vasto areale e la popolazione presumibilmente numerosa, mentre la seconda, a causa del declino nella popolazione attualmente stimata in soltanto 250 individui maturi, è classificata in grave pericolo (CR).